# Olej chaulmugrowy
Olej chaulmugrowy (olej uśpianowy, olej czaulmugrowy) – jasnożółty lub brunatny olej wyciskany z nasion drzew uśpian różnolistny Hydnocarpus kurzii o charakterystycznym, delikatnym, egzotycznym zapachu.
| Pochodzenie:                  | Indie |
| Skład:                        | 80–90% glicerydy kwasu chaulmugrowego i hydnokarpowego, 10–20% glicerydów kwasu oleinowego i palmitynowego |
| Kategoria:                    | olej nieschnący |
| Ważność:                      | po otworzeniu ok. 6–8 miesięcy |
| Wytrzymałość na temperatury:  | nie ogrzewać |
| Udział % w gotowym produkcie: | bez ograniczeń |
| Zastosowanie                  | - W przemyśle kosmetycznym polecany dla skóry trądzikowej, zanieczyszczonej, przy różnego rodzaju chorobach skóry. Olej ma działanie pielęgnujące, antyseptyczne, ściągające. - W medycynie naturalnej stosowany do leczenia trądu, wykazuje skuteczność porównywalną z sulfonamidami. Ma nad nimi tę przewagę, że jest nieporównywalnie tańszy, toteż w wielu krajach tropikalnych wciąż zakładane są plantacje uśpianu różnolistnego. |